# Axelle Tessandier
Pour les articles homonymes, voir Tessandier.
Axelle Tessandier, née le 22 mars 1981 à Paris, est une entrepreneure et auteure. Elle rejoint En marche ! pendant la campagne présidentielle de 2017 et y exerce la fonction de déléguée nationale du mouvement de juillet 2016 à l'élection. 

## Biographie
Après l'obtention de son master en audiovisuel de la Sorbonne, elle est embauchée en tant que commerciale par le quotidien britannique The Times. Elle admet avoir finalement été renvoyée quelques mois plus tard ; son entourage la qualifie à l'époque « d'un peu paumée »,.
En 2009, elle est choisie par T-Mobile et Google pour intégrer le projet Palomar 5, où elle travaille sur des projets imaginant le futur du travail pour les nouvelles générations. 
Elle travaille ensuite à San Francisco pour la plateforme Scoop.it en tant que directrice marketing. Elle fonde ensuite son cabinet de conseil en communication digitale, AXL Agency,.